# Sever (výprava)
Expedice Sever (rusky экспедиция Север) byla první sovětskou leteckou výpravou do Arktidy. Trvala od 22. března do 25. července 1937.
Protože byla první expedicí svého druhu, někdy je označována Sever-1.

## Činnost
Čtyři letadla TB-3 dopravila na ledovou kru čtyři výzkumníky expedice Severní pól-1 a 10 tun nákladu.
Velitel výpravy: Otto Juljevič Šmidt

### Účastníci
- Mark Ivanovič Ševelev (zástupce vedoucího výpravy)
- Michail Vasiljevič Vodopjanov (vedoucí letecké výpravy)
- Vasilij Sergejevič Molokov (1. pilot)
- Anatolij Dmitrijevič Aleksejev (1. pilot)
- Pavel Georgijevič Golovin (1. pilot)
- Ilja Pavlovič Mazuruk (1. pilot)
- Michail Sergejevič Babuškin (2. pilot)
- Georgij Konstantinovič Orlov (2. pilot)
- Matvěj Iljič Kozlov (2. pilot)
- Leonard Gustavovič Kruze (2. pilot)
- Ivan Timofejevič Spirin (navigátor)
- Valentin Ivanovič Akkuratov (navigátor)
- Anatolij Stěpanovič Volkov (navigátor)
- Alexej Aleksandrovič Ritsland (navigátor)
- N. M. Žukov (navigátor)
- Boris Lvovič Dzerdzejevskij (meteorolog)
- Mark Antonovič Trojanovskij (kameraman)